# Kirbya nigripennis
Kirbya nigripennis là một loài ruồi trong họ Tachinidae.